# گربه‌ماهی موشی
گربه‌ماهی موشی (نام علمی: Galeus murinus) نام یک گونه از سرده گربه‌کوسه‌های دم‌اره‌ای است.